# Agide Fava
Agide Fava, detto Aido (Pesaro, 1923 – 21 marzo 1989), è stato un cestista, allenatore di pallacanestro e dirigente sportivo italiano.

## Biografia
Insegnante di educazione fisica, giocatore di pallanuoto, centromediano della Vis Pesaro Calcio, giocatore e allenatore dal 1950 al 1966 della US Victoria Libertas, storica squadra di pallacanestro della quale fu addirittura tra i fondatori, il 1º luglio del 1946. Sotto la sua guida la pallacanestro divenne lo sport più popolare della città di Pesaro, arrivando perfino nella massima categoria, la Serie A, dove si trova ancora oggi, dopo più di 60 anni.

## Citazioni
Valerio Bianchini, vincitore del Primo Scudetto della Scavolini Pesaro nel 1988, ricorda nella prefazione del libro di Luciano Murgia: "...desidero ringraziare Luciano soprattutto per quello che mi ha commosso di più, che cioè, sopra ogni vicenda aleggi, quasi benedicente, la figura del grande e saggio padre del basket pesarese, un allenatore, Agide Fava, l'uomo che, la mattina dopo lo scudetto, bussò alla mia porta portando in mano un plateau di vongole e sul volto uno sguardo di pacata gioia che non dimenticherò mai più." Ricorda lo stesso Fava: "...i pesaresi la pallacanestro l'hanno nel sangue ed è un bacillo che contagia poi l'intera famiglia e per intere generazioni".

## La Piazza
Sabato 27 ottobre 2007, alle ore 15:00, è stata a lui intitolata la piazza a lato del vecchio Palazzetto dello Sport di Pesaro, in Via dei Partigiani, conosciuto da tutti come "l'Hangar". Alla cerimonia hanno partecipato, oltre ad una delegazione di vecchi e nuovi giocatori della US Victoria Libertas, il sindaco Luca Ceriscioli, Franco Bertini, e la moglie Maria Luisa. Subito dopo si è tenuto un torneo di mini-basket in collaborazione con Bees Basketball Pesaro. La Piazza ha una superficie di 3.200 m², un ampio spazio aperto che offre opportunità di incontro per manifestazioni sportive, culturali e sociali.